# Maria Gerboth
Maria Gerboth, née le 19 juin 2002, est une coureuse allemande du combiné nordique.

## Carrière
Membre du WSV Schmiedefeld, elle fait ses débuts internationaux dans la Coupe OPA en saut à ski, puis en combiné à Klingenthal en 2016. Elle continue de concourir dans ces deux disciplines à ce niveau jusqu'en 2019.
En janvier 2019, Gerboth est au départ de sa première manche de Coupe continentale, alors le plus haut niveau féminin, à Otepää ; elle se classe cinquième. Ensuite aux Championnats du monde junior à Lahti, elle arrive quatrième. Finalement, elle monte sur le podium à la Coupe continentale de Rena, où seule Tara Geraghty-Moats la devance. Cinquième du classement général de cette compétition, elle connaît ensuite des débuts en Grand Prix. En 2019, elle remporte aussi le titre national chez les jeunes.
Aux Championnats du monde junior 2020 à Oberwiesenthal, elle obtient son meilleur résultat individuel de l'hiver avec une quatrième place de nouveau et gagne la médaille d'argent à l'épreuve par équipes mixtes.
En décembre 2020, à Ramsau, pour la première course féminine de Coupe du monde, elle se classe vingtième.

## Palmarès

### Championnats du monde
| Épreuve / Édition        | Individuel     | Individuel |
| Épreuve / Édition        | Petit tremplin |            |
| Mondiaux 2021 Oberstdorf | 19e            |            |

### Coupe du monde
- Meilleur classement général : 10e en 2025.
- Trophée de la meilleure sauteuse en 2025.

- Meilleur résultat : 7e.

#### Différents classements en Coupe du monde
| Année     | Classement général final |
| 2020-2021 | 20e                      |
| 2021-2022 | 15e                      |
| 2022-2023 | 16e                      |

### Championnats du monde junior
- 2020 à  Oberwiesenthal : 
  -  Médaille d'argent par équipes mixtes.

### Coupe continentale
- Meilleur classement général : 5e en  2019.
- 3 podiums individuels et 1 podium par équipe.

Palmarès au 12 février 2022.